# 横浜市財政局
横浜市財政局（よこはましざいせいきょく）は、横浜市に設置されている組織である。

## 概要
財務に関する事項を所掌しており、基本目標として「市民の皆様から信頼される持続可能な財政運営の推進」を掲げている。

## 組織
- 総務部
  - 総務課
- 財政部
  - 財源課
    - 財源係
    - 市債係

  - 財政課
- 主税部
  - 税制課
  - 税務課
    - 税務係
    - 課税担当

  - 固定資産税課
  - 徴収対策課
  - 法人課税課
    - 特別徴収担当
    - 法人市民税担当
    - 事業所税担当

  - 償却資産課
  - 納税管理課
- 契約部
  - 契約第一課
  - 契約第二課
- 管財部
  - 管財課
    - 管理係
    - 管財係
    - 評価係

  - 資産経営課
  - 取得処分課
- 公共施設・事業調整室
  - 公共施設・事業調整課
    - 庶務担当
    - 保全担当
    - 技術監理担当